# Watt del Sussex
Watt (...) fu re del Sussex.
Regnò insieme a Noðhelm. È conosciuto solo dalle sue lettere, come quella del 692  in cui è definito Wattus rex, senza però alcuna indicazione del suo territorio. È però probabile che regnasse sul Sussex, dato che è attestato (di nuovo come Wattus rex) in una lettera non datata (risalente forse al 705) di Bruny dux Suthsax’  insieme a Nunna rex (cioè Noðhelm).

È anche menzionato come Uuattus rex in un'altra lettera, erroneamente datata al of 775 e che si crede sia un falso .
Il suo regno sarebbe iniziato nel 692 o prima e sarebbe durato almeno fino al 705.